# Batalla de Tacámbaro
La Batalla de Tacámbaro fue librada el 11 de abril de 1865, durante la Segunda Intervención Francesa en México, cuyo resultado fue una victoria para la república mexicana.

## Antecedentes
El 3 de abril de 1865, más de 400 hombres de la legión belga francesa ocuparon la ciudad de Tacámbaro, en el estado de Michoacán. La Legión Belga estaba compuesta por voluntarios belgas que servían en el ejército del emperador Maximiliano I de México, ya que Carlota de México, la esposa del emperador, era hija del rey Leopoldo I de Bélgica. Bajo las órdenes del mayor Tydgadt, los belgas se atrincheraron en la ciudad, particularmente en la iglesia de Tacámbaro, que transformaron en fuerte.
Los belgas del coronel Alfred Baron Van der Smissen y de Tydgadt entraron con las banderas desplegadas a aquel rincón del mundo de nombre impronunciable, pero su optimismo se disipó ante la frialdad del recibimiento y la ausencia casi total de varones. Los rumores les hicieron saber que el general republicano Nicolás Régules reunía sus guerrillas y que con trabajo eran dueños de los 1,800 metros que alcanzaban las balas de sus flamantes carabinas rayadas.

## Batalla
El médico del destacamento sugirió a Van der Smissen tomar de rehenes a Soledad Solórzano de Régules (esposa del mexicano Nicolás Régules) y a los tres hijos que había procreado con el general, de modo que cuando el 11 de abril, desde los cuatro vientos, 2,000 guerrilleros bajaron de todos los cerros al grito de “¡Viva México!, ¡viva la República!, ¡viva Juárez!”, la esposa y los hijos del caudillo republicano estaban presos en la sólida fábrica del ex-convento de San Francisco, donde los belgas y sus aliados mexicanos se habían hecho fuertes. Los belgas se parapetaron en la Iglesia y llegaron a poner en la línea de fuego, en el momento más terrible del combate, a los tres niños, para impedir que los republicanos dispararan. Pero estos, furiosos, respetaron la vida de la familia de Régules y combatieron con mayor brío aún. Cuando los guerrilleros tenían dominada la situación y la Iglesia empezaba a incendiarse, poniendo en grave riesgo a sus defensores, se enviaron parlamentarios con bandera blanca, que no fue respetada por los belgas. La traición espoleó la ira de los atacantes. El coronel Morales murió acribillado a tres pasos de la Iglesia cuando el incendio devoraba sus paredes. El techo del templo se vino abajo y los belgas, diezmados, quedaron reducidos a la sacristía, que se incendiaba también. Entonces entró un jinete envuelto en un sarape escarlata: era Régules, quien les ofreció una capitulación honrosa, que los belgas aceptaron. A pesar de que habían disparado contra los parlamentarios mexicanos y de haber tenido en rehenes a su familia, Régules perdonó la vida de los soldados que se rindieron en la sacristía. Sólo el médico de los belgas, quien había sugerido la acción de secuestrar a la familia Régules, fue ejecutado por un oficial ebrio. Régules, por su acción en esta batalla recibió de manos del presidente Benito Juárez el grado de General de División.

## Conclusiones

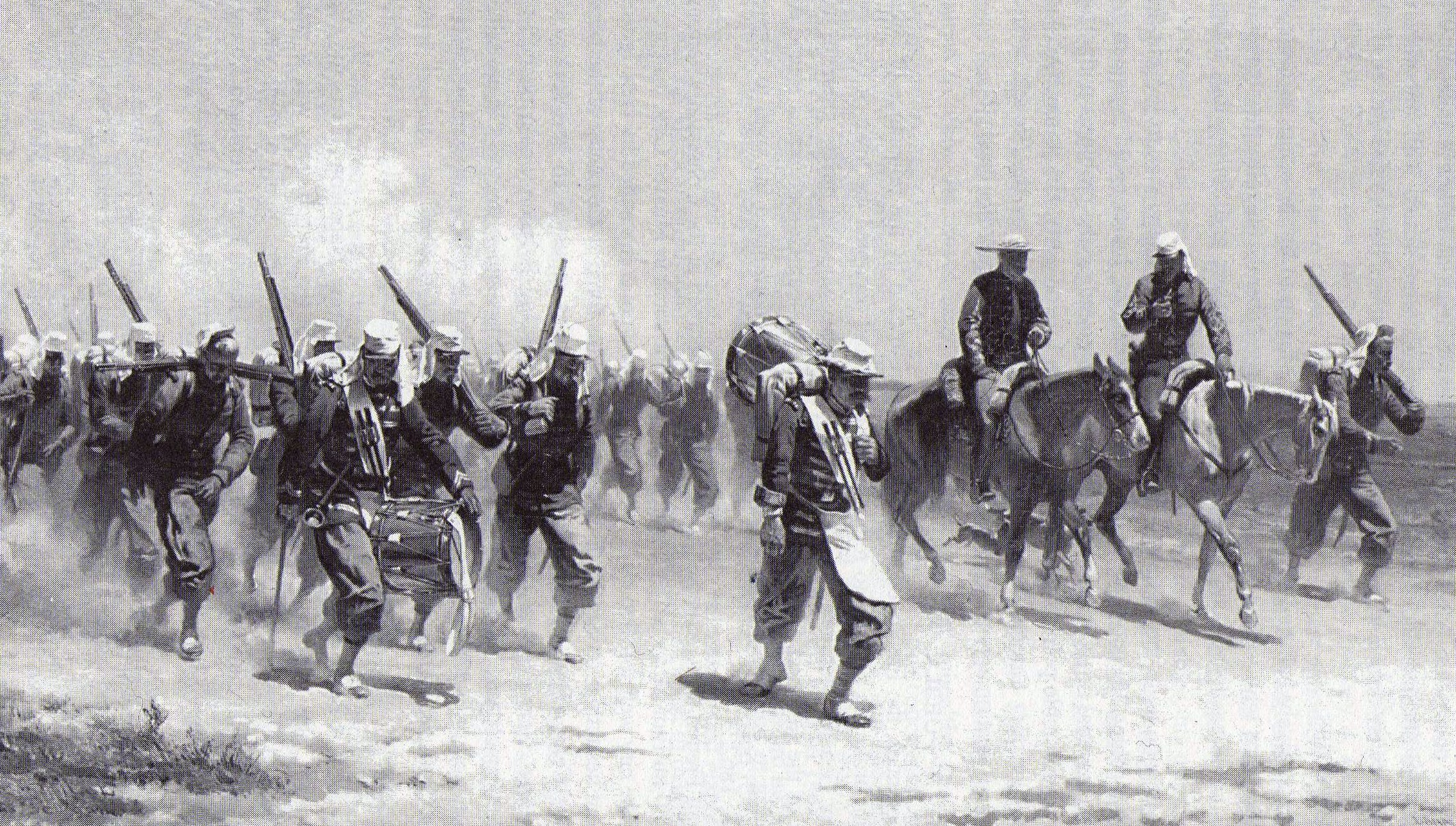
La légion belge au Mexique, cuadro de 1869 de Charles Dominique Oscar Lahalle.

Semanas después, el general Vicente Riva Palacio canjeó a los belgas por prisioneros chinacos y los legionarios regresaron a su patria. Junto con Tydgadt, su asistente, el capitán Chazal, fue muerto de igual forma durante la batalla. Sin embargo, durante la época en la que se realizó la batalla, la noticia de la derrota fue acogida con consternación en Bélgica, (casi de la misma manera como sucedió en Francia cuando ocurrió la Batalla de Puebla el 5 de mayo de 1862), dónde el envío de voluntarios para México había suscitado críticas por parte de la prensa. La legión belga, comandada por el teniente coronel Van der Smissen, se desquitará de esta derrota en la Batalla de la Loma el 16 de julio de 1865; sin embargo la Segunda Intervención Francesa en México le costará muy mucho más caro, pues al final la intervención terminó en derrota y menos de la mitad de sus hombres volverá a Bélgica al fin de las hostilidades.